# اورلیو چستاری
اورلیو چستاری (ایتالیایی: Aurelio Cestari؛ زادهٔ ۱۶ ژوئن ۱۹۳۴) دوچرخه‌سوار اهل ایتالیا است.